# Gustaf Kaunitz
Gustaf Kaunitz, född 28 november 1911 i Oscars församling i Stockholm, död 28 juni 1997 i Farsta församling i Stockholm, var en svensk arkitekt.
Bland Kaunitz mest kända verk hör Eriksdalsbadets gamla anläggning och FOA-huset i Stockholm.

## Utbildning och verksamhet
Gustaf Kaunitz utbildade sig vid Kungliga Tekniska Högskolan i Stockholm. Han bedrev egen arkitektverksamhet och ritade bland annat det så kallade FOA-huset för Försvarets forskningsanstalt på Garnisonen som stod klart 1963 och byggnader för AB Atomenergi i kvarteret Rosteriet i Liljeholmen, klart 1967.

## Verk i urval
- Telebyggnad i Hässleholm, 1956.
- Industribyggnad för AB Wicanders korkfabrik, Elektravägen 20 - 30, Västberga, Stockholm, 1957.
- Flerbostadshus, kontor och butiker, kv Enbusken, Bredagatan, Drottninggatan, Linköping, 1957.
- Flerbostadshus, kv Bryggaren, Rudbäcksgatan, Drottninggatan, Örebro, 1958.
- Ryttaren 13, Drottninggatan 33-37, Örebro, 1960
- Bergholmsskolan, Bergrådsvägen 3, Bagarmossen, Stockholm, 1959.
- FOA-huset, Försvarets forskningsanstalt, Karlavägen 102 - 112, Linnégatan 87 - 93, kv Garnisonen 3, Stockholm, 1963.
- Kontor för AB Atomenergi, kv Rosteriet 7, Liljeholmsvägen 28 - 34, Stockholm, 1962-1967.
- Eriksdalsbadet, Hammarby slussväg 6, Södermalm, Stockholm, 1961-1974.
- Farsta sim- och idrottshall, Farsta,  1969-1975.

## Bilder

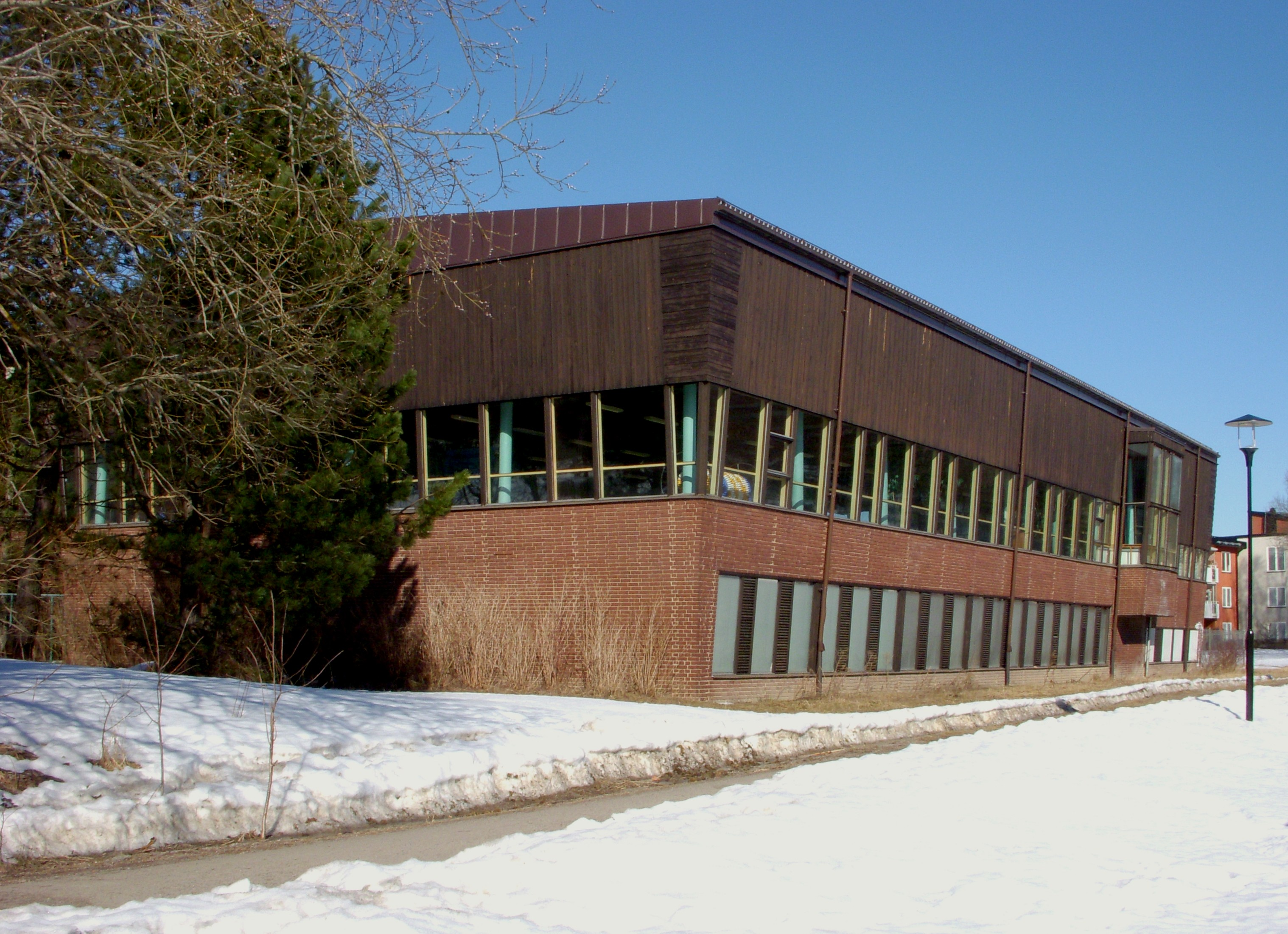
Farstahallen.
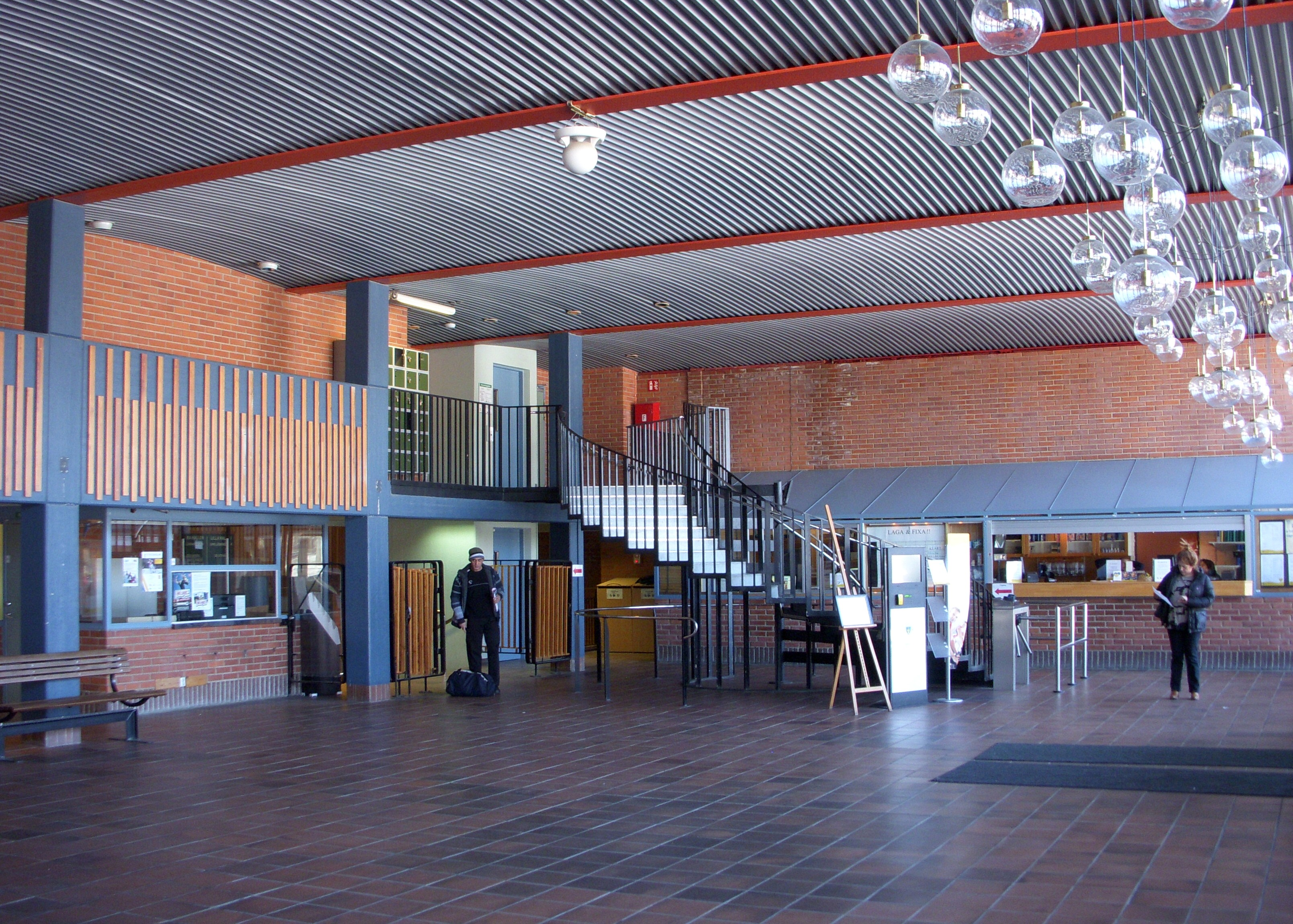
Farstahallen, entrén.
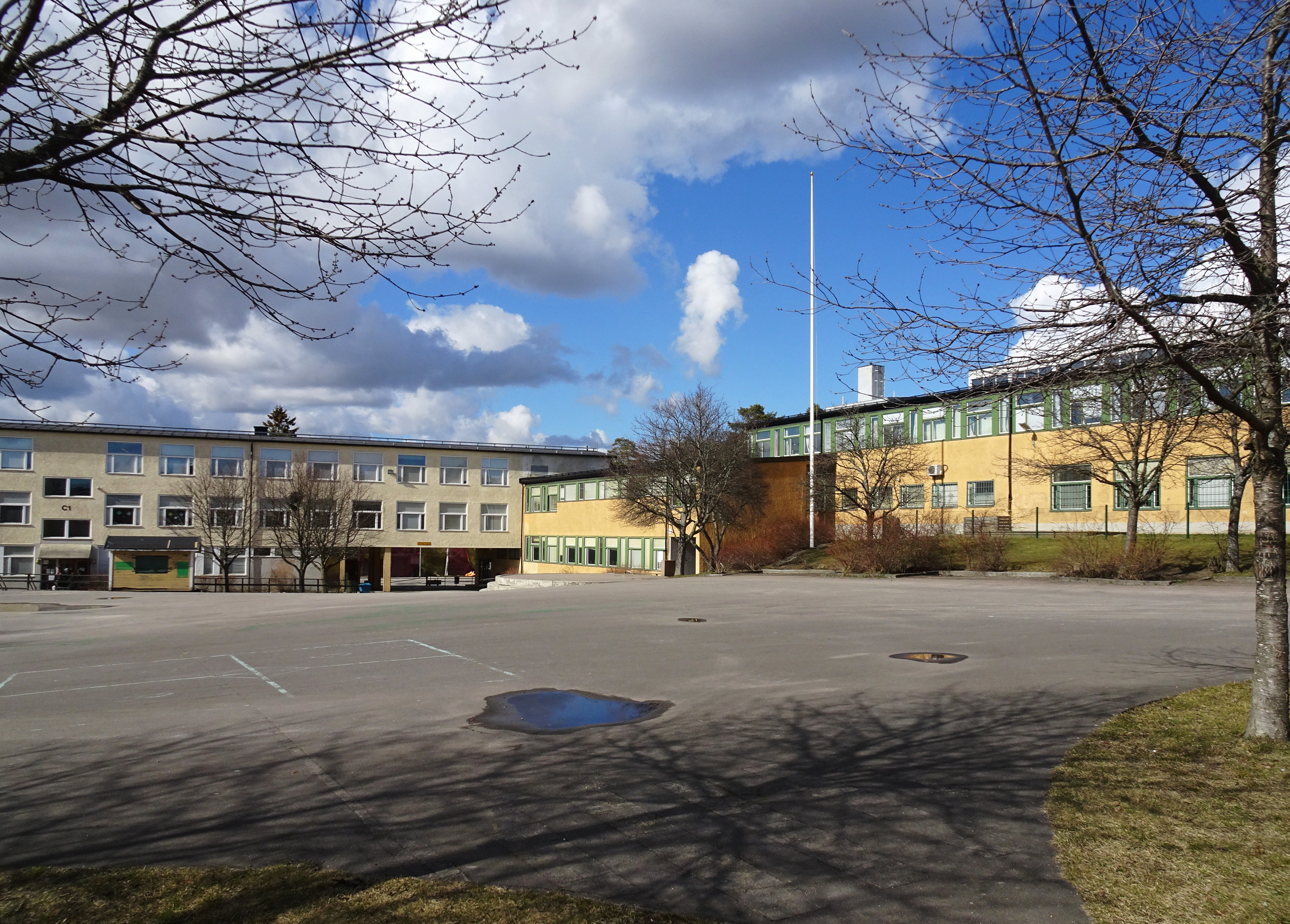
Bergholmsskolan, Bagarmossen.
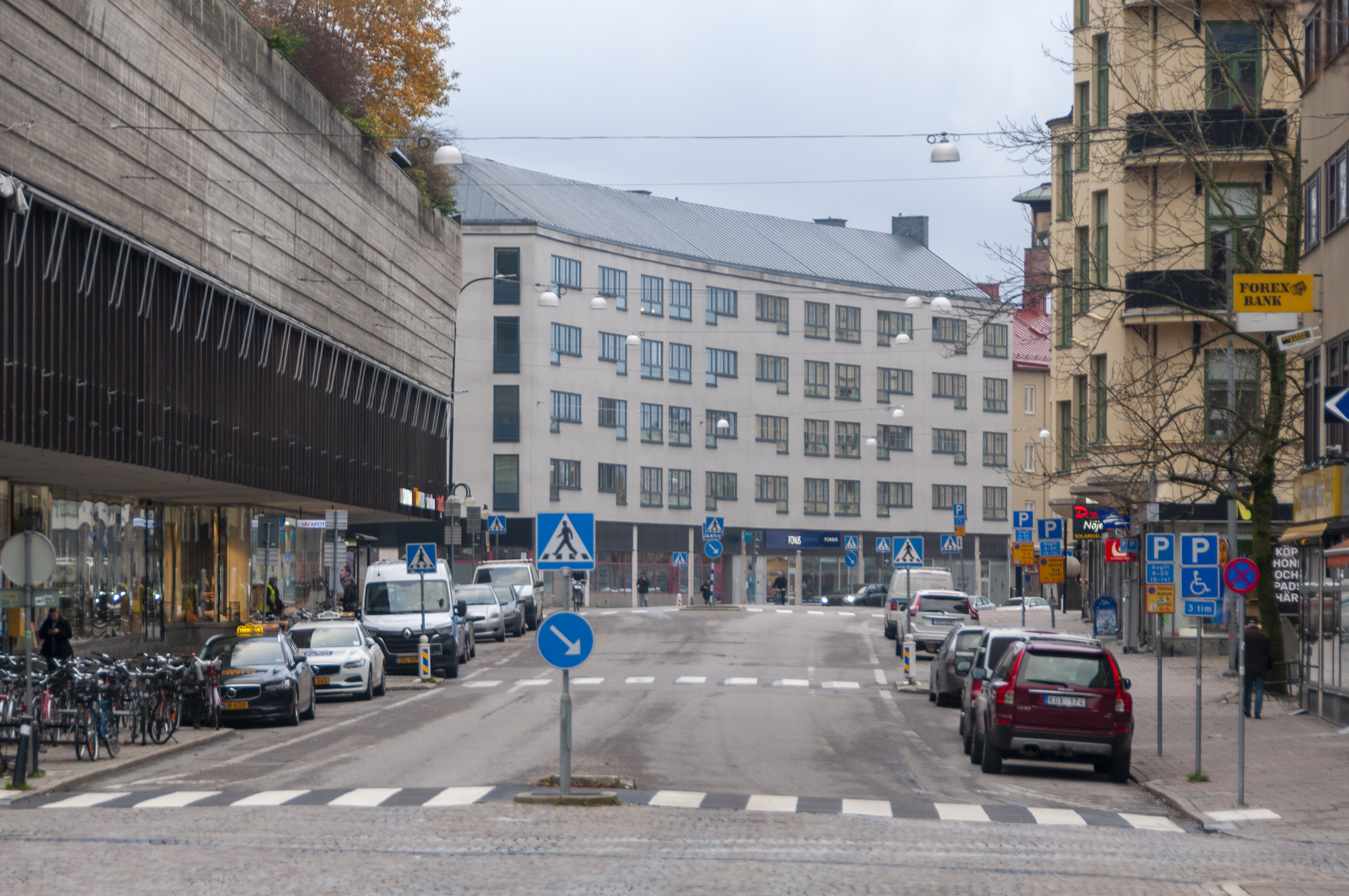
Ryttaren 13, Örebro

## Egna publikationer
- Byggmästaren 1954-A:3 sid 49, Att vara arkitekt.
- Arkitektur 1954:1 sid 10, Försvarets forskningsanstalt. Kv Garnisonen, Stockholm.
- Byggmästaren 1957-A:6 sid 141, Saneringskvarter i Linköping. Kv. Enbusken.
- Byggmästaren 1957-A:7 sid 178, Industribyggnad i Västberga, Stockholm.
- Byggmästaren 1958-A:10 sid 216, Telebyggnad i Hässleholm.
- Byggmästaren 1960-A:11 sid 230, Bostadshus i Örebro, kv. Bryggaren.
- Arkitektur 1966:5 sid 186, Kontorsbyggnad för AB Atomenergi i Stockholm.
- Arkitektur 1967:8 sid 452, Eriksdalsbadet.